# Kvaløya (Tromsø)
Kvaløya é a quinta maior ilha da Noruega, situada no norte do país.                                                                                                                            Está localizada na costa norueguesa, a oeste da ilha de Tromsøya.                                                                                                  

Pertence ao condado de Troms og Finnmark .             
Tem uma área de 737 km 2, e uma população de 10 300 habitantes (2018).
Ficam na ilha 3 dos 8 centros populacionais da município de Tromsø – Kvaløysletta, Ersfjordbotn e Kjosen. 
Está ligada à ilha de Tromsøya pela ponte de Sandnessund.

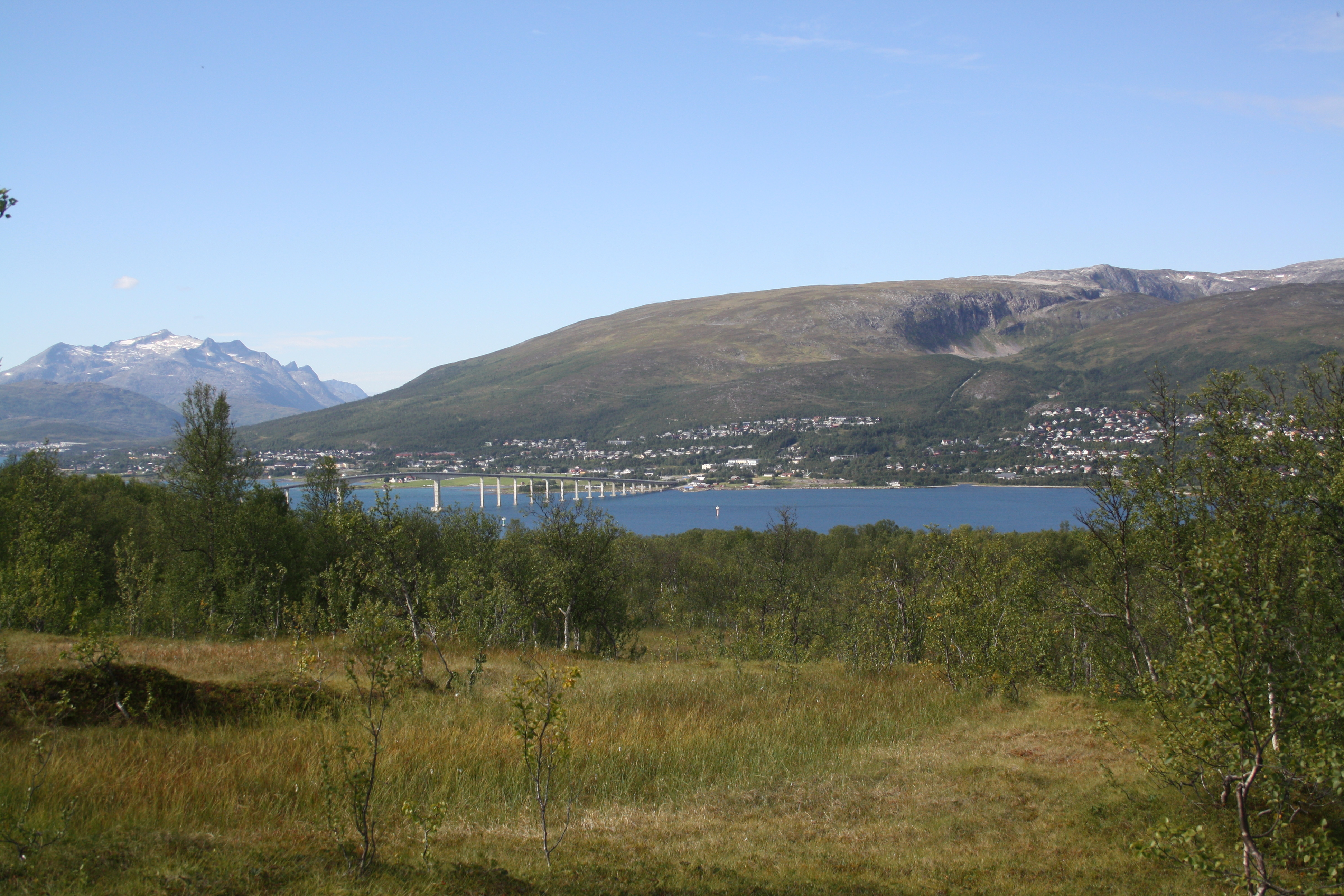
Kvaløya vista de Tromsøya, com a ponte de Sandnessund ao meio.
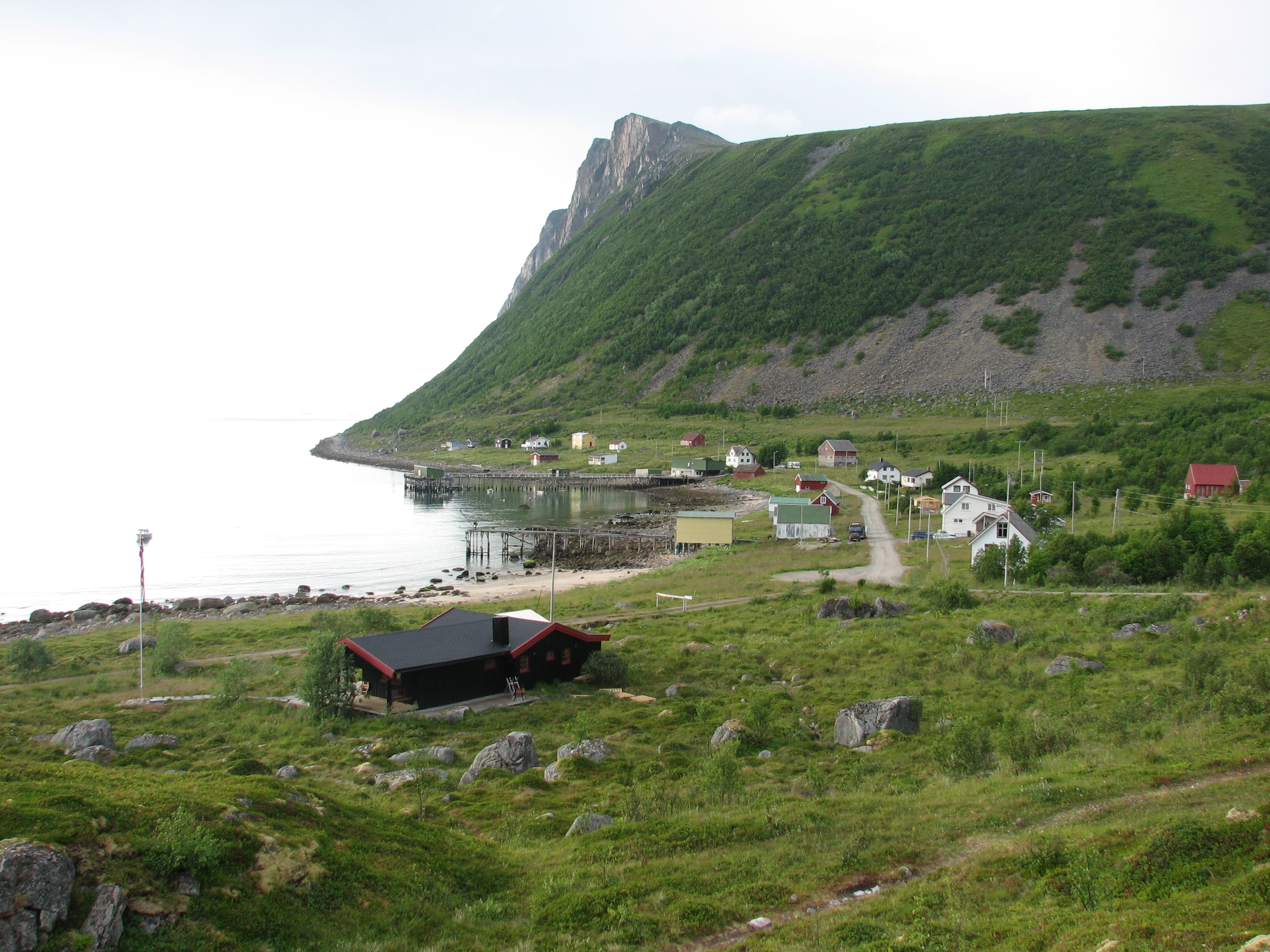
A pequena povoação de Reikvik no sudoeste da ilha
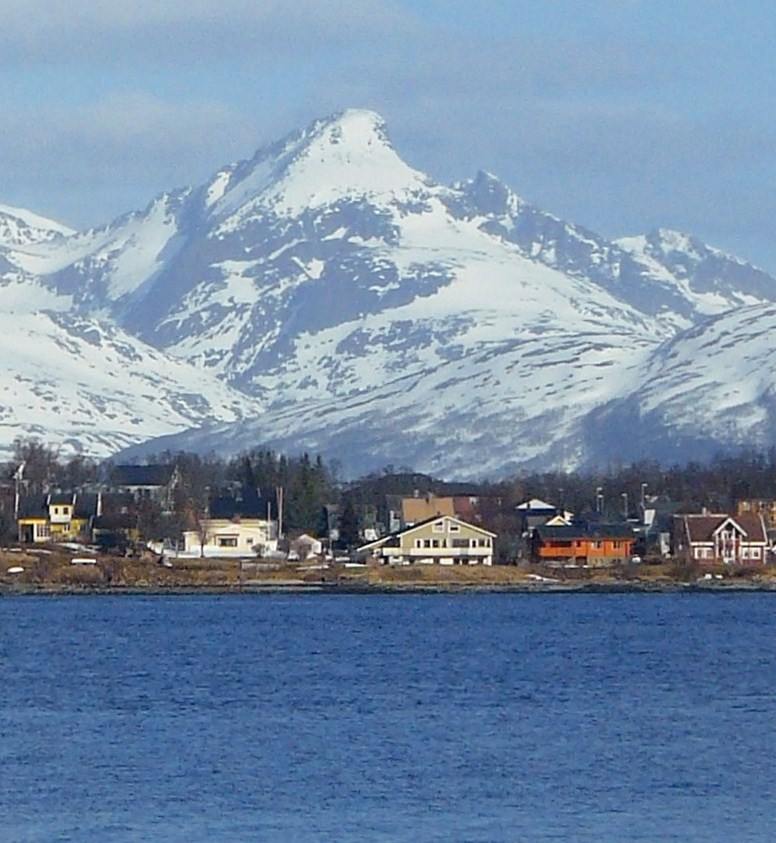
O pico montanhoso de Store Blåmann com 1044 m de altitude
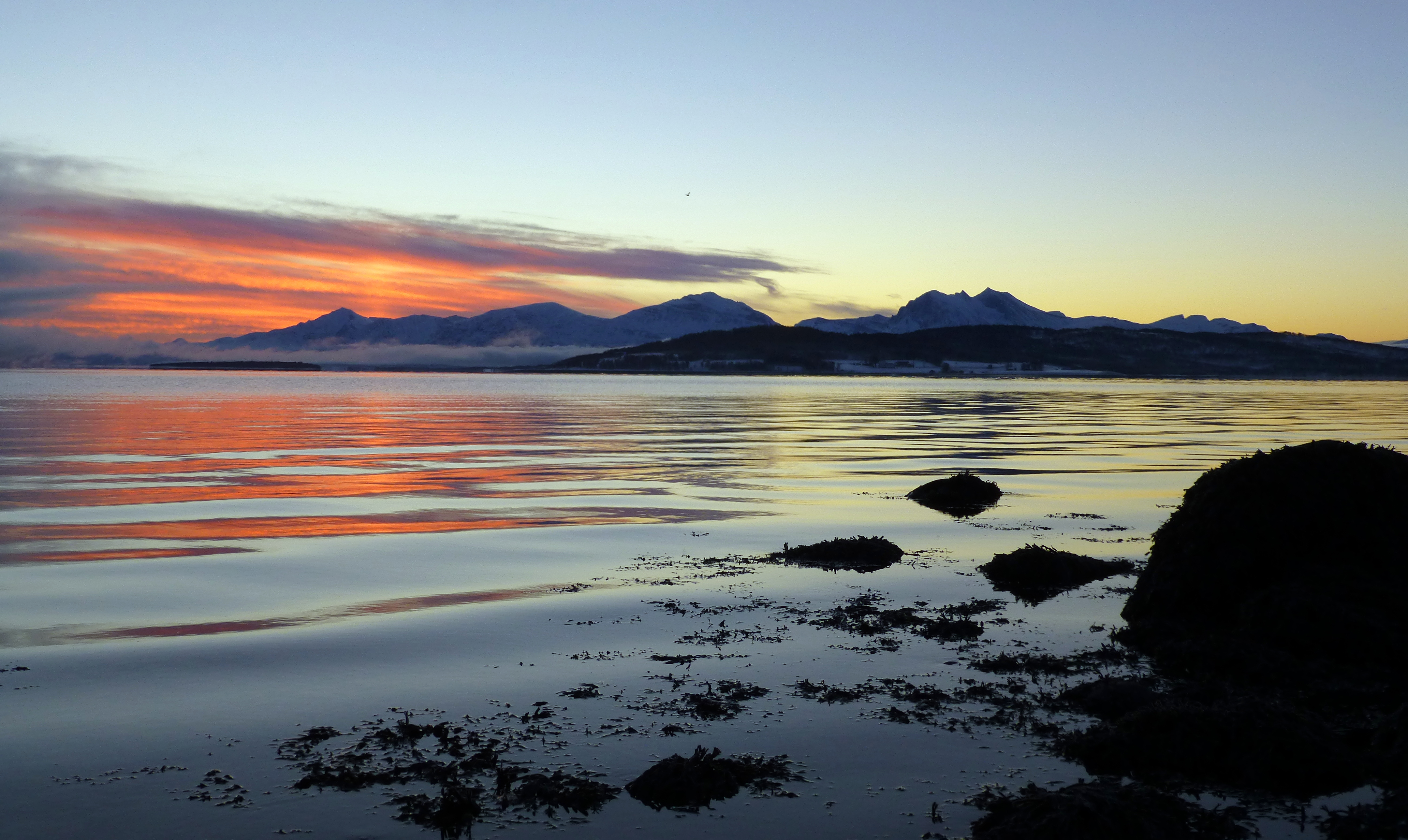
Hora do meio-dia no inverno em Kvaløya.